# عضلة أذنية علوية
العَضَلَةُ الأُذُنِيَّةُ العُلْوِيَّة (بالإنجليزية:Superior auricular muscle) هي أكبر العضلات الأذنية الثلاث، وهي عضلة رقيقة على شكل مروحة. تنشأ أليافها من سفاق الفروة ثم تتقارب الألياف لكي تنغرز في الجزء العلوي من سطح الأذينة المواجه للجمجمة بواسطة وتر عريض.

## صور إضافية

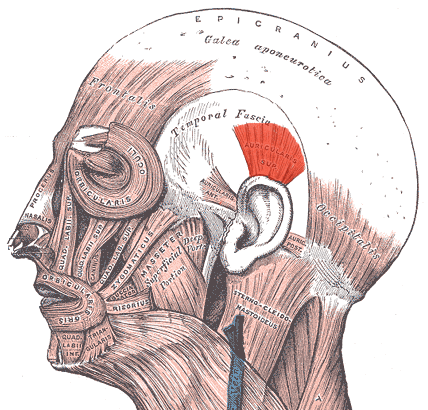
Auricula in context. العضلة الأذنية العلوية ملونة بالأحمر.